# 乙弗勿敌国
乙弗勿敌国（约390年—约430年）是东晋十六国、南北朝时期位于今青海湖畔的一个鲜卑部族國家。

## 历史
起初，乙弗部依附于拓跋部在代北建立的代国。386年，拓跋珪称代王不久，在一次内部纷争中，乙弗部在其首领代题的率领下，于当年五月叛离拓跋珪，自行发展。同年秋天，迫于形势，乙弗部又返回盛乐（今内蒙古自治区呼和浩特市和林格尔县西北一带），重新归附拓跋珪。不久，代题因担心遭受迫害，悄然逃亡。乙弗部由其孙倍斤继续统领。后来，代国受到其他割据势力的威胁，内部爆发王位之争。为稳定局势，拓跋珪处死亲信于植等五人，但仍感不安，于是迁至阴山以北。其后，北部大人叔孙普洛等十三人及乌丸诸部纷纷叛离。大约在这个时期，乙弗部分裂为两支：大部离开盛乐，西迁至青海地区定居；少数人以乙弗朗为首，留居盛乐一带，继续依附拓跋氏，不久后便逐渐散亡。
乙弗部等鲜卑部落到达河西后，与另一支鲜卑部落秃发部为邻。394年，秃发部首领秃发乌孤为迫使鲜卑各部顺服，向折掘部和乙弗部发动攻击。折掘部被迫西入祁连山区，乙弗部则远迁至青海湖滨，建立乙弗勿敌国。
乙弗勿敌国位于吐谷浑北面，这个国家境内有一个叫“屈海”的大湖（即今青海湖），环绕一圈大约有一千多里。这个国家有上万户，风俗习惯和吐谷浑相同。不过他们不认识五谷，只吃鱼和一种叫“苏子”的东西。苏子的样子像中原国家的枸杞子，有的红色，有的黑色。
乙弗勿敌国的居民，除了乙弗鲜卑人外，还有当地的卑禾羌人。他们和平杂居，并逐渐融合为一个统一的政治实体，因此有些史料按照北方民族的称谓，将其称为“卑禾虏”。经过十余年的休养生息，乙弗勿敌国的畜牧业生产得到发展，牲畜数量大幅增长。
乙弗勿敌国建立后，频繁遭受北凉、南凉、西秦、北魏和吐谷浑等国的进攻。在此形势下，该国不断向周边强国进贡称臣。414年，南凉国主禿髮傉檀为实现统一鲜卑各部的理想，率领7000名骑兵攻打乙弗勿敌国。岂料“螳螂捕蝉，黄雀在后”，在秃发傉檀率军凯旋、掠得牛、马、羊40余万头之际，其国都却已为西秦攻破，太子秃发虎台被俘，秃发傉檀被迫向西秦投降，南凉遂灭亡。
422年，西秦国主乞伏熾磐攻打乙弗部的乙弗窟乾，迫使其投降。随后，乙弗部首领乌地延率领两万户向西秦投降，被封为建义将军；不久，乌地延去世，他的弟弟他子继任首领，把自己的儿子轲兰送到西平做人质。后来。他子的堂弟提孤等人率领5000户向西迁移，背叛西秦。凉州刺史出连虔派使者前去劝说，提孤等人于是归降。乞伏炽磐认为提孤奸诈狡猾，终将成为边患，于是征收乙弗部的6万匹战马。两年后，提孤等人又煽动族人，向西逃出塞外。他子则率领5000户进入西平居住。
在430年前后西秦灭亡之际，吐谷浑据有其旧地，乙弗部臣服吐谷浑，其首领成为吐谷浑渠帅，称青海王。从此，乙弗勿敌国逐步融入吐谷浑政权，作为独立政权的历史结束。
439年，北魏灭北凉。随后，乙弗部的乙瑰率领部分族人归附北魏，被封为定州刺史、西平公。
444年，北魏晋王拓跋伏罗率兵讨伐吐谷浑。吐谷浑王慕利延远遁，其堂弟阿史那伏念等率领13000户投降北魏。北魏大军东撤以后，慕利延卷土重来。此前投降北魏的吐谷浑各部，包括原乙弗勿敌国人在内，又重新归附吐谷浑。此后，随着时间推移，原乙弗勿敌国人最终融入吐谷浑族群之中。